# Arabische Sandrasselotter
Die Arabische Sandrasselotter (Echis coloratus) ist eine Art der Vipern (Viperidae) und darin zur Gattung der Sandrasselottern (Echis) gehörend. Die Schlange ist auf der Sinai- und der Arabischen Halbinsel verbreitet.

## Merkmale
Die Arabische Sandrasselotter ähnelt in ihrem Aussehen sehr stark der Gemeinen Sandrasselotter und erreicht wie diese eine durchschnittliche Länge von etwa 60 bis 80 cm. Sie ist allerdings etwas schlanker gebaut.
Die Körperfärbung ist sehr variabel; Die Spektrum der Grundfarbe reicht dabei von gelbbraun über graubraun bis rostbraun. Der Rücken ist meistens dunkler gefärbt als die Seiten der Tiere und besitzt eine Zeichnung aus hellen oval-rhomboiden Flecken oder kurzen Querbändern, die von dunklen Schuppen umrandet und zentral hellgrau oder rostrosa sein können. Diese Balken reichen vom Nacken bis zum Schwanz. Die Körperseiten sind durch blaugraue Flecken gekennzeichnet. Der Kopf besitzt an der Oberseite ebenfalls eine helle, variable Zeichnung sowie ein Schläfenband, welches sich über die Augen bis zum Mundwinkel zieht.
Der Kopf ist deutlich vom Kopf abgesetzt und besitzt die Form eines abgerundeten Dreiecks. Die Augen sind sehr groß und besitzen vertikale, schlitzförmige Pupillen. Die Kopfoberseite ist von vielen ungleichmäßigen und gekielten Schuppen bedeckt. Unterhalb der Augen befinden sich als wichtigstes Unterscheidungsmerkmal zur Gemeinen Sandrasselotter drei bis vier Reihen von Unteraugenschilden (Supraocularia) statt nur zwei Reihen. Darunter liegen 12 bis 15 Oberlippenschilde (Supralabialia).
Die Schuppen des Körpers sind ebenfalls stark gekielt und können durch Aneinanderreiben ein typisches, rasselndes Geräusch generieren, welches den Sandrasselottern ihren Namen gegeben hat. Um die Körpermitte liegen zwischen 23 und 27 Schuppenreihen. Anders als alle anderen Vipern besitzen alle Angehörigen der Gattung Echis ungeteilte Unterschwanzschilde (Subcaudalia).

## Verbreitung und Lebensraum
Die Arabische Sandrasselotter ist in den Wüstengebieten vom östlichen Ägypten über die Sinai-Halbinsel bis zur Arabischen Halbinsel einschließlich Saudi-Arabien verbreitet und lebt damit in großen Teilen ihres Lebensraums sympatrisch mit der Gemeinen Sandrasselotter.
Als Lebensraum bevorzugen die Tiere bergige Felsgeröllwüsten mit nur spärlicher Dornbuschvegetation. Dabei können die Tiere bis in Höhen von 2600 m NN vorkommen.

## Lebensweise
Die Gemeine Sandrasselotter kann tagaktiv sein, ist aber überwiegend nachtaktiv und ernährt sich vor allem von Kleinsäugern wie Mäusen und Ratten sowie von anderen Kleintieren wie Vögel, Echsen, Frösche und andere Schlangen. Ihre Fortbewegung erfolgt schlängelnd oder seitenwindend. Durch ein Aneinanderreiben der Flankenschuppen erzeugt die Schlange ein typisches, rasselndes Geräusch als Warnlaut, wenn sie sich gestört fühlt. Bei Bedrohung rollt sie sich zudem tellerförmig zusammen und stößt sehr schnell zu, indem sie den Kopf nach vorn schnellen lässt.
Die Schlange ist eierlegend (ovipar) und legt sieben bis neun Eier pro Wurf. Diese klebt sie auf harten Grund, beispielsweise unter Steine oder in Felsspalten, wo die Jungschlangen später ohne Brutpflege schlüpfen.

## Schlangengift
Das Gift der Arabischen Sandrasselotter ist sehr stark hämorrhagin, führt also durch Blutgefäßschädigungen zu inneren Blutungen und zu Blutungen aus Körperöffnungen, und zyototoxisch, lässt also Gewebe absterben und führt so (v. a. um die Bissstelle herum) zu Nekrosen. Des Weiteren sind im Gift der Arabischen Sandrasselotter Prokoagulantien enthalten, die zu Blutgerinnseln und einer Störung der Blutgerinnungsfaktoren  führen, so dass die Blutgerinnsel nicht mehr aufgelöst werden können und in seltenen Fällen zu tödlichen Lungenembolien oder Schlaganfällen sowie zu Thrombosen führen können. Eine ärztliche Behandlung mit einem adäquaten Antivenin ist notwendig. Die starke Reizbarkeit sowie die Nähe zu menschlichen Agrargebieten führt zu häufigen Bissen, es sind bisher mindestens vier Todesfälle bekannt.